# Emlichheim
Emlichheim (en néerlandais : Emmelkamp) est une commune allemande de l'arrondissement du Comté de Bentheim, dans le land de Basse-Saxe.

## Géographie
Emlichheim se situe le long de la frontière entre l'Allemagne et les Pays-Bas. Son territoire est traversé par l'Overijsselse Vecht au sud et le canal de Coevorden à Piccardie au nord.
Ces dernières années, la commune connait une croissance massive de sa population par l'installation de personnes d'origine néerlandaise.

## Histoire

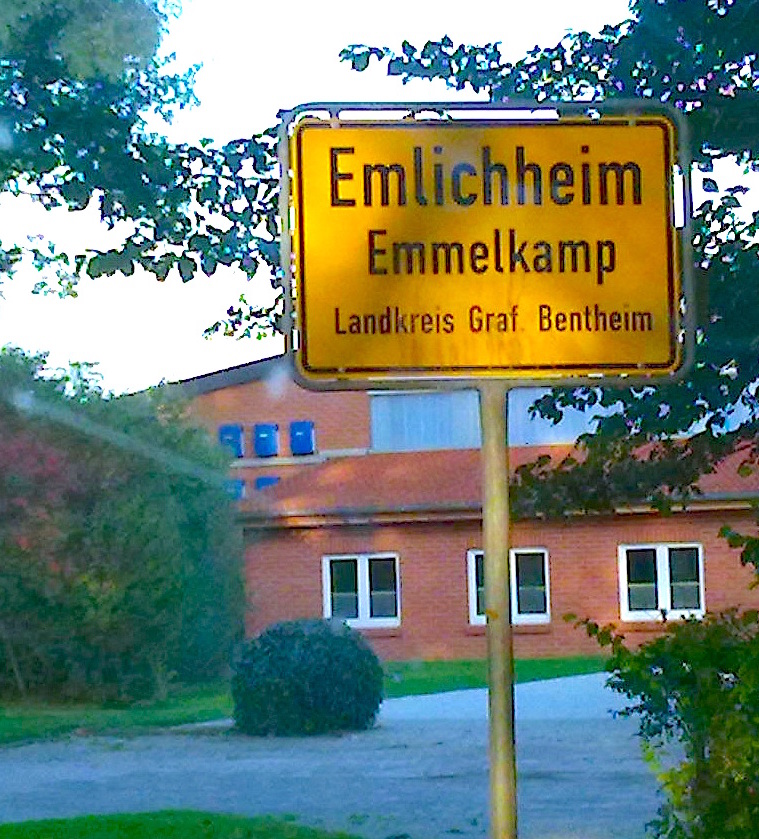
Panneau bilingue en allemand et en néerlandais.

Emlichheim existe au moins depuis l'époque de Charlemagne. Le village est cité en 1312 sous le nom d'« Emminchem ». Ce nom haut allemand est dérivé du nom bas allemand Emminchem, Emmenheim ou encore Emmelkamp. Depuis la guerre de Trente Ans, le haut allemand est la langue des documents officiels dans le comté de Bentheim. Le nom de « Emlichheim » est alors choisi. En raison des liens culturels et économiques étroits avec les Pays-Bas, le néerlandais est encore d'usage pour les documents écrits, les transports et les échanges religieux. Jusqu'en 1820, le néerlandais était la première langue enseignée.

## Jumelages
- Zwartewaterland (Pays-Bas), depuis 1975.
- Grabów nad Prosną (Pologne), depuis 2006.

## Économie
Emlichheim est le siège du groupe Emsland, un important producteur d'amidon. Sa filière Emsland-Stärke est le plus grand employeur de la commune.
Avec sa voisine néerlandaise de Coevorden, Emlichheim forme un parc industriel, Europapark. Il comprend un centre de transport de conteneurs exploité par Bentheimer Eisenbahn (de) et des entreprises néerlandaises.
Un autre secteur économique important est l'industrie de transformation des matières plastiques.

## Infrastructures
Emlichheim est sur la Bundesstraße 403 qui va d'Ochtrup par Nordhorn à Coevorden aux Pays-Bas.
Outre le trafic de fret assuré par l'entreprise Bentheimer Eisenbahn, une ligne régionale est en projet depuis 1974 entre Coevorden, Emlichheim, Nordhorn et Bad Bentheim. Une ligne de bus est mise en place entre Emlichheim par Uelsen, Neuenhaus et Nordhorn vers Bad Bentheim.

## Sport
La section féminine de volley-ball du SCU Emlichheim évolue dans la seconde division du championnat d'Allemagne de volley-ball féminin.

## Personnalités liées à la commune
- Ludwig Brill (de) (1838-1886), poète.
- Werner Koch (de) (1910-1994), prêtre et résistant au nazisme.
- Anne Trabant-Haarbach (de) (née en 1949), entraîneuse et joueuse de football.
- Claudia Volkers (de) (née en 1965), joueuse de volley-ball.

## Source, notes et références
- (de) Cet article est partiellement ou en totalité issu de l’article de Wikipédia en allemand intitulé « Emlichheim » (voir la liste des auteurs).